# Watcharapong Janngam
Watcharapong Janngam (tiếng Thái: วัชรพงษ์ จันทร์งาม, sinh ngày 17 tháng 11 năm 1984) là một cầu thủ bóng đá người Thái Lan. Anh thi đấu cho PTU Pathumthani.